# Фокусное расстояние

Сверху вниз:
фокусное расстояние собирающей линзы — положительное;
фокусное расстояние рассеивающей линзы — отрицательное;
фокусное расстояние вогнутого зеркала — положительное;
фокусное расстояние выпуклого зеркала — отрицательное

Фо́кусное расстоя́ние — физическая характеристика оптической системы, определяющая её основные свойства и, главным образом, увеличение и угловое поле.
Для центрированной оптической системы, состоящей из сферических поверхностей, описывает способность собирать лучи в одну точку при условии, что эти лучи идут из бесконечности параллельным пучком параллельно оптической оси.
Для системы линз, как и для простой линзы конечной толщины, фокусное расстояние зависит от радиусов кривизны поверхностей, показателей преломления оптических материалов и толщин элементов системы.
Определяется как расстояние от передней главной точки до переднего фокуса (для переднего фокусного расстояния), и как расстояние от задней главной точки до заднего фокуса (для заднего фокусного расстояния). При этом под главными точками подразумеваются точки пересечения передней (задней) главной плоскости с оптической осью.
Величина заднего фокусного расстояния является основным параметром, которым принято характеризовать любую оптическую систему.

## Главное фокусное расстояние
Главное фокусное расстояние объектива — расстояние от главного фокуса до главной задней плоскости, обозначается {\displaystyle f'} или {\displaystyle f}. Положение главной задней плоскости {\displaystyle H'} зависит от типа объектива: у нормальных объективов она находится недалеко от диафрагмы, у телеобъективов она расположена перед линзами, а у объективов с удлинённым задним отрезком — сзади них. Поэтому главное фокусное расстояние объектива нельзя определять от диафрагмы, так как это приводит для некоторых типов объективов к грубым ошибкам.
Главное фокусное расстояние определяет масштаб изображения при установке объектива на «бесконечность».